# K-9 Mail
K-9 Mail — це безкоштовний клієнт електронної пошти з відкритим вихідним кодом для Android. Він створений як альтернатива стандартним клієнтам електронної пошти; він підтримує як протокол POP3, так і IMAP, а також IMAP IDLE для сповіщень у реальному часі. Проект названо на честь персонажа Доктора Хто K9.
У 2015 році проект отримав 86 000 доларів США від Фонду відкритих технологій.
13 червня 2022 року було оголошено, що K-9 Mail перейшла до корпорації MZLA Technologies, дочірньої компанії Mozilla Foundation, до команди приєднався нинішній розробник Крістіан Кеттерер (Christian Ketterer), а також про плани ребрендингу K-9 Mail на Thunderbird для Android після завершення розробки дорожньої карти, що включає синхронізацію з Thunderbird на ПК, інтеграцію автоматизованої системи налаштування облікових записів Thunderbird, фільтрацію повідомлень та покращення роботи з теками.

## Функції
- Працює з POP3 та IMAP
- Синхронізація тек
- Шифрування з підтримкою OpenKeychain
- Підписи
- Підтримка SD-карт

## Відсутні функції
- Не дозволяє переглядати ім’я відправника та адресу електронної пошти відправника одночасно під час перегляду електронного листа. На ньому відображається ім’я відправника або адреса електронної пошти відправника.
- Не дозволяє читати електронні листи в текстовому режимі, тобто веб-вміст електронних листів відтворюватиметься, створюючи загрозу безпеці.
- Не дозволяє переглядати вихідний код електронної пошти.
- Не дозволяє створювати лист моноширинним шрифтом, що ускладнює включення Ascii Art або просто вирівнювання елементів у списку.[3]
- Не дозволяє вимикати автоматичне відкриття HTML-вкладень, що може наражати користувача на фішинг.[4]

## Дивись також
- Порівняння поштових клієнтів

## Зовнішні посилання
- Офіційний веб-сайт
- Розробка Github
- Вікі-сторінка
- K-9 Mail у Google Play
- K-9 Mail у F-Droid